# داستان لوک
داستان لوک (به انگلیسی: The Story of Luke) فیلمی محصول سال ۲۰۱۲ و به کارگردانی آلونسو مایو است. در این فیلم بازیگرانی همچون لو تیلور پاچی، ست گرین، کری الویس، کریستین باور وان استراتن، کنت ولش، لیسا رایدر، آرت هیندل و جان بویلن ایفای نقش کرده‌اند.